# Магазинка
Магази́нка (укр. Магазинка, крымскотат. Mağazı, Магъазы) — село в Красноперекопском районе Республики Крым, центр Магазинского сельского поселения (согласно административно-территориальному делению Украины — Магазинского сельского совета Автономной Республики Крым).

## Население
| 2001 | 2014  |
| ---- | ----- |
| 1644 | ↘1168 |

Всеукраинская перепись 2001 года показала следующее распределение по носителям языка
| Язык             | Процент |
| ---------------- | ------- |
| русский          | 56.02   |
| украинский       | 22.08   |
| крымскотатарский | 17.58   |
| другие           | 0.43    |

### Динамика численности
| - 1864 год — 9 чел. - 1892 год — 240 чел. - 1900 год — 300 чел. - 1915 год — 373/20 чел. - 1926 год — 376 чел. - 1939 год — 617 чел. | - 1974 год — 1355 чел. - 1989 год — 1404 чел. - 2001 год — 1644 чел. - 2009 год — 1383 чел. - 2014 год — 1168 чел. |

## Современное состояние
На 2017 год в Магазинке числится 9 улиц; на 2009 год, по данным сельсовета, село занимало площадь 254,1 гектара, на которой в 519 дворах проживало более 1,3 тысячи человек. В селе, с 1972 года, действуют средняя общеобразовательная школа, детский сад «Колокольчик», Дом культуры, библиотека, православный храм святых апостолов Петра и Павла, фельдшерско-акушерский пункт, отделение Почты России. Село связано автобусным сообщением с райцентром и соседними населёнными пунктами.

## География
Магазинка расположена на востоке района, на южном берегу озера Кирлеутское, высота центра села над уровнем моря — 1 м. Ближайшие сёла: Новоивановка в 1 км на юг, Воинка примерно в 5 километрах (там же ближайшая железнодорожная станция — Воинка (на линии Джанкой — Армянск), Источное в 2,5 км на север и Новоалександровка в 2 км на восток. Расстояние до райцентра — около 24 километров (по шоссе). Транспортное сообщение осуществляется по региональной автодороге 35Н-294 Воинка — Магазинка (по украинской классификации — С-0-10723).

## История
Магазы были основаны рядом с впоследствии исчезнувшей деревней Джанлар. Имеются данные, что деревня в Джанайской волости Перекопского уезда была основана в 1832 году, но в других доступных источниках впервые встречается на карте 1836 года, где в деревне Магазы 18 дворов, а на карте 1842 года Магазы обозначены условным знаком «малая деревня», то есть, менее 5 дворов.
В 1860-х годах, после земской реформы Александра II, деревню приписали к Ишуньской волости. В «Списке населённых мест Таврической губернии по сведениям 1864 года», составленном по результатам VIII ревизии 1864 года, Магазы — казённая деревня, с 2 дворами и 9 жителями при балке безъименной. Согласно «Памятной книжке Таврической губернии за 1867 год», деревня была покинута жителями в 1860—1864 годах, в результате эмиграции крымских татар, особенно массовой после Крымской войны 1853—1856 годов, в Турцию и оставалась в развалинах. На трёхверстовой карте 1865—1876 года в деревне Магазы обозначено 4 двора — селение заселялось отставными солдатами.
После земской реформы 1890 года Магазинку отнесли к Воинской волости. Согласно «…Памятной книжке Таврической губернии на 1892 год», в деревне Магаза, составлявшей Магазинское сельское общество, было 240 жителей в 37 домохозяйствах. По «…Памятной книжке Таврической губернии на 1900 год» в Магазе числилось 300 жителей в 48 дворах. По Статистическому справочнику Таврической губернии. Ч.II-я. Статистический очерк, выпуск пятый Перекопский уезд, 1915 год, в деревне Большая Магазинка (она же Магаза) Воинской волости Перекопского уезда числилось 61 двор (все дворы с землёй) с русским населением в количестве 373 человек приписных жителей и 20 — «посторонних», из которых 190 мужчин и 203 женщины. Жители владели 801 десятиной удобной земли. В хозяйствах имелось 84 лошади, 59 коров и 39 голов мелкого скота.
После установления в Крыму Советской власти, по постановлению Крымревкома от 8 января 1921 года № 206 «Об изменении административных границ» была упразднена волостная система, Перекопский уезд переименовали в Джанкойский, в котором был образован Ишуньский район, в состав которого включили село, а в 1922 году уезды получили название округов. 11 октября 1923 года, согласно постановлению ВЦИК, в административное деление Крымской АССР были внесены изменения, в результате которых округа были отменены, Ишуньский район упразднён и село вошло в состав Джанкойского района. Согласно Списку населённых пунктов Крымской АССР по Всесоюзной переписи 17 декабря 1926 года, в селе Магазинка Большая, Ново-Александровского сельсовета Джанкойского района, числилось 72 двора, из них 68 крестьянских, население составляло 376 человек, из них 202 украинца, 164 русских, 7 болгар, 1 татарин, 1 эстонец, 1 записан в графе «прочие». Постановлением ВЦИК от 30 октября 1930 года был восстановлен Ишуньский район и село, вместе с сельсоветом, включили в его состав. Постановлением Центрального исполнительного комитета Крымской АССР от 26 января 1938 года Ишуньский район был ликвидирован и создан Красноперекопский район с центром в посёлке Армянск (по другим данным 22 февраля 1937 года). По данным всесоюзной переписи населения 1939 года в селе проживало 617 человек. На подробной карте РККА северного Крыма 1941 года в Большой Магазинке отмечено 123 двора.
Во время Великой Отечественной войны в апреле 1944 года, при освобождении Крыма, в окрестностях села погибли 11 бойцов 33-й гвардейской и 346-й стрелковой дивизий. Они, а также трое красноармейцев, погибших во время обороны Крыма в 1941 году, похоронены в братской могиле, на которой в 1957 году установлен памятник работы скульпторов О. И. Галакина, С. В. Рябцева и С. А. Плуча. Во время гражданской и Великой Отечественной войны на фронтах сражались многие жители сёл, входящих ныне в Магазинское сельское поселение. 200 из них погибли, за героизм в годы Великой Отечественной войны 152 человека награждены орденами и медалями. В их честь в 1968 году в центре села установлен памятный знак, авторства также О. И. Галакина, С. В. Рябцева и С. А. Плуча. Постановлением Совета министров Республики Крым № 627 от 20 декабря 2016 года оба памятника отнесены к категории объектов культурно-исторического наследия России регионального значения.

С 25 июня 1946 года Магазинка в составе Крымской области РСФСР, а 26 апреля 1954 года Крымская область была передана из состава РСФСР в состав УССР. В 1960 году центр сельсовета был перенесён в Магазинку. По данным переписи 1989 года в селе проживало 1404 человека. С 12 февраля 1991 года село в восстановленной Крымской АССР, 26 февраля 1992 года переименованной в Автономную Республику Крым. С 21 марта 2014 года в составе Крыма аннексирована Россией.